# Murexiella kalafuti
Murexiella kalafuti är en snäckart som beskrevs av Edward James Petuch 1987. Murexiella kalafuti ingår i släktet Murexiella och familjen purpursnäckor. Inga underarter finns listade i Catalogue of Life.